# Kongo-Brazzaville i olympiska sommarspelen 2024
Kongo-Brazzaville deltog med en trupp på fyra idrottare vid de olympiska sommarspelen 2024 i Paris som hölls mellan den 24 juli och 11 augusti 2024. Det var 14:e sommar-OS som Kongo-Brazzaville deltog vid. Ingen av landets deltagare erövrade någon medalj.

## Bordtennis
| Idrottare    | Gren       | Omgång 1             | Omgång 2             | Åttondelsfinal       | Kvartsfinal          | Semifinal            | Final / BM           | Final / BM       |
| Idrottare    | Gren       | Motståndare Resultat | Motståndare Resultat | Motståndare Resultat | Motståndare Resultat | Motståndare Resultat | Motståndare Resultat | Placering        |
| ------------ | ---------- | -------------------- | -------------------- | -------------------- | -------------------- | -------------------- | -------------------- | ---------------- |
| Saheed Idowu | Herrsingel | Källberg (SWE) L 3–4 | Gick inte vidare     | Gick inte vidare     | Gick inte vidare     | Gick inte vidare     | Gick inte vidare     | Gick inte vidare |

## Friidrott
Förkortningar
- Notera– Placeringar avser endast det specifika heatet.
- Q = Tog sig vidare till nästa omgång
- q = Tog sig vidare till nästa omgång som den snabbaste förloraren eller, i teknikgrenarna, genom placering utan att nå kvalgränsen
- i.u. = Omgången fanns inte i grenen
- Bye = Idrottaren behövde inte tävla i omgången

Gång- och löpgrenar
| Idrottare             | Gren           | Inledande omgång | Inledande omgång | Heat  | Heat      | Semifinal        | Semifinal        | Final            | Final            |
| Idrottare             | Gren           | Tid              | Placering        | Tid   | Placering | Tid              | Placering        | Tid              | Placering        |
| --------------------- | -------------- | ---------------- | ---------------- | ----- | --------- | ---------------- | ---------------- | ---------------- | ---------------- |
| Natacha Ngoye Akamabi | Damernas 100 m | 11,34 Q          | 1                | 11,36 | 6         | Gick inte vidare | Gick inte vidare | Gick inte vidare | Gick inte vidare |

## Simning
| Idrottare       | Gren                  | Heat  | Heat      | Semifinal        | Semifinal        | Final            | Final            |
| Idrottare       | Gren                  | Tid   | Placering | Tid              | Placering        | Tid              | Placering        |
| --------------- | --------------------- | ----- | --------- | ---------------- | ---------------- | ---------------- | ---------------- |
| Freddy Mayala   | Herrarnas 50 m frisim | 27,52 | 65        | Gick inte vidare | Gick inte vidare | Gick inte vidare | Gick inte vidare |
| Vanessa Bobimbo | Damernas 50 m frisim  | 33,01 | 73        | Gick inte vidare | Gick inte vidare | Gick inte vidare | Gick inte vidare |